# Plaško polje
Plaško polje (także Plaščansko polje) – polje w Chorwacji, położone na pograniczu Gorskiego kotaru, Kordunu i Liki.
Wraz z Ogulinskim poljem tworzy Ogulinsko-plaščanską udolinę. Zajmuje powierzchnię 22 km². Jego wymiary to 16 × 3 km. Przepływa przez nie rzeka Dretulja. Jego wysokość bezwzględna waha się w przedziale 365–390 m n.p.m. Pochylone jest w kierunku południowo-wschodnim. Na zachodzie ograniczone jest masywem Kapeli.
Miejscowości położone na polju to: Plaški, Lapat, Latin, Janja Gora, Međeđak, Jezero, Pothum Plaščanski i Kunić. Przez polje prowadzą droga i linia kolejowa z Ogulina do Gospicia. Użytkowane jest rolniczo.